# 碱泡子
碱泡子是位于中国内蒙古自治区兴安盟扎赉特旗绰勒苏木的一个湖泊。其具体位置约为东经122°27，北纬46°18′。湖面海拔135米，面积约9平方公里，湖深1米，沉积物主要为芒硝和碱。该湖因其性碱而得名，1980年自绰勒灌区引水，不仅保证水源，且淡化水质。